# ペルー料理
ペルー料理（スペイン語: Gastronomía del Perú）では南米ペルーで食されている料理について概説する。

## 概要・特徴
インカ帝国で食されていた料理、そのインカ料理にスペイン料理が合わさった料理、中国、日本からの移民によってもたらされた中華料理、日本料理、奴隷としてアフリカから連れて来られた人々によるサブサハラアフリカの料理、これらが数世紀に渡って掛け合わされて生まれた料理である。アメリカ合衆国の料理評論家エリック・アシモフは「長い歴史により多様な料理が融合された料理」として高く評価している。
イギリスの『レストラン』誌が2017年に「世界の名店50選」を掲載したが、ペルーのリマにあるレストランが3店選ばれている他、ワールド・トラベル・アワーズでは2012年から2019年まで8年連続して「世界をリードする食のディスティネーション」としてペルーが選出されているなど、ペルー料理は世界的にも影響力のある料理と言える。
周辺国と比べてもペルー料理の種類は多く、小さな食堂で昼食をとるような場合でも前菜、スープ、主菜、デザートをセットで食べるなどペルーの人々の食にかける情熱は強い。
特徴としては以下のような点が指摘される。
- 濃い味付け[1]。
- 豊かな色彩[1]。
- 辛い唐辛子がアクセントに使用される[1]。
- アンデス山脈、太平洋から採れる新鮮な食材[1]。
- 伝統的な手法を適応させた現代料理[1]。

主食は地域によっても異なるが、海岸地域はインディカ米をよく食べる。具材とインディカ米を用いた炊き込み料理も多い。山岳地域では約3000種類あるとも言われるジャガイモ、トウモロコシ、ユカ（キャッサバ）などをおかずと共に食べる。アマゾンではユカ、米の他、青いバナナも食べられている。

## 料理の例
ペルーでよく食される料理を以下に例示する。
- 鶏の炭火焼き - ローズマリー、胡椒、クミンなどのスパイスを使い、黒ビールやピスコに付けた鶏肉をロティサリーで炭火焼きしたもの。
- セビチェ - ペルーの文化遺産にも指定されている。
- アグアディート - 鶏肉とコリアンダーのスープ。
- チチャモラーダ（英語版） - ー紫とうもろこし（英語版）を使った飲料。アンデス地方が発祥の伝統飲料であるが、現在はペルー全域で消費されるほど認知度が高いものとなっている。

## 著名な料理人
- ガストン・アクリオ（英語版） - 11か国でペルー料理に特化したレストランを34店を経営し、ペルー料理の著書を記す。料理学校も設立している[1]。伝統的なペルー料理を再構築し「ペルー料理を世界地図に載せた」と評される[4]。
- ヴィルヒリオ・マルティネス（英語版） - 2009年に開店し、料理長を勤めるレストランであるセントラル(ペルーのレストラン)（英語版）が世界的なレストランのランキング、2023年発表の世界のベストレストラン50において、世界一位の評価を獲得した[5]。

## ギャラリー

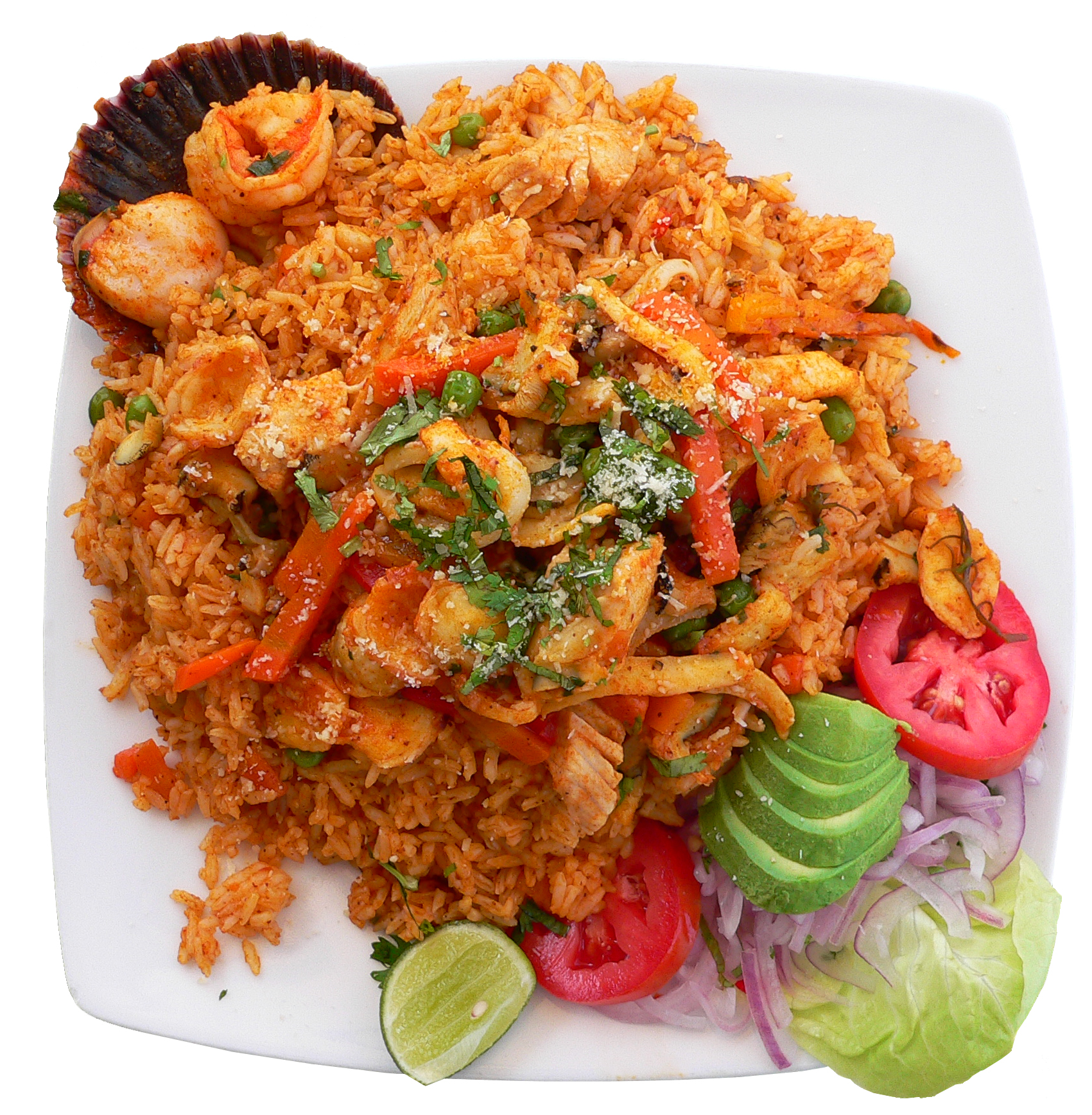
アロス・コン・マリスコス（魚介類の炊き込みご飯）
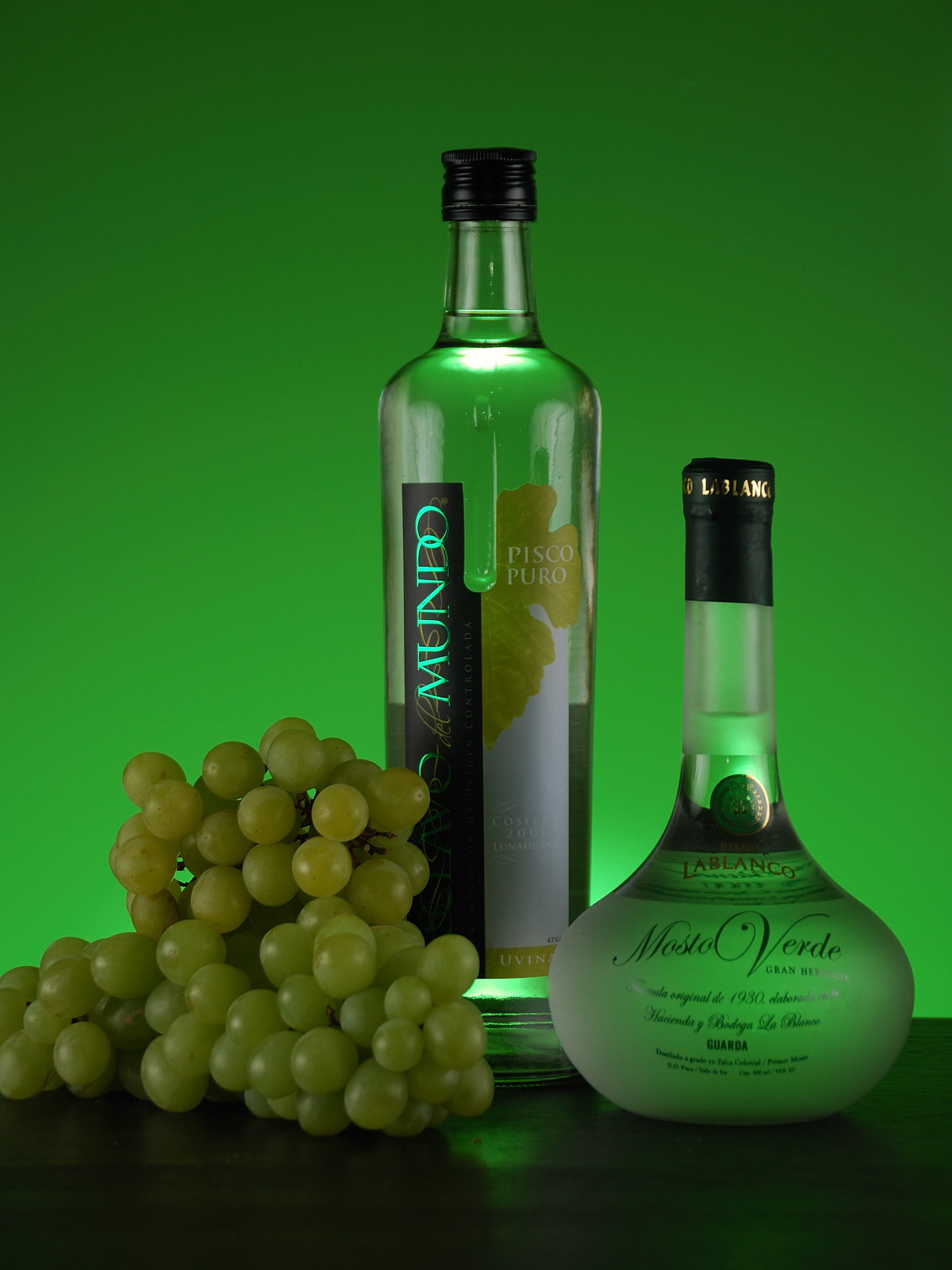
ピスコ（ブドウ果汁を原料とした蒸留酒）
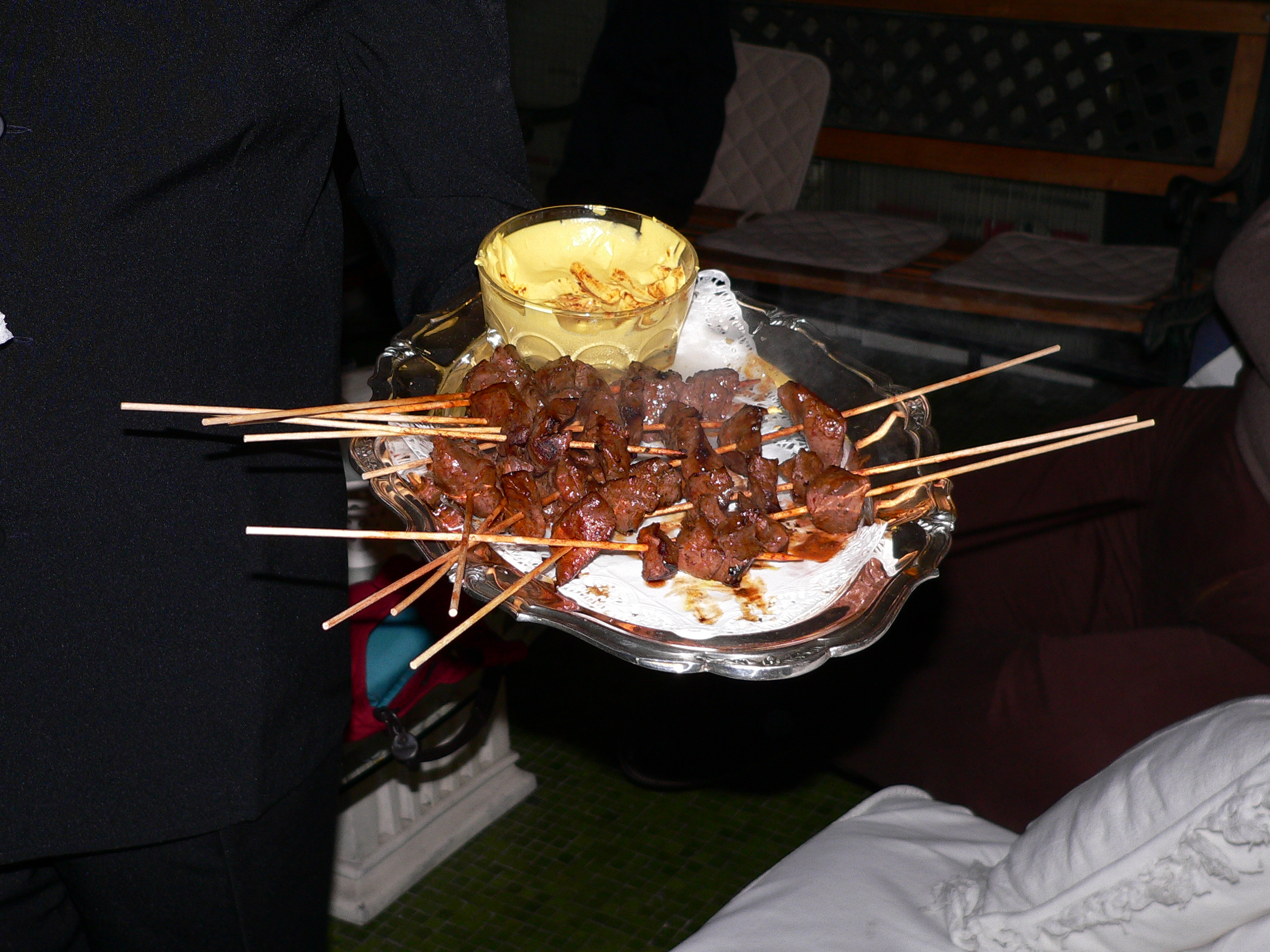
アンティクーチョ（牛のハツの串焼き）
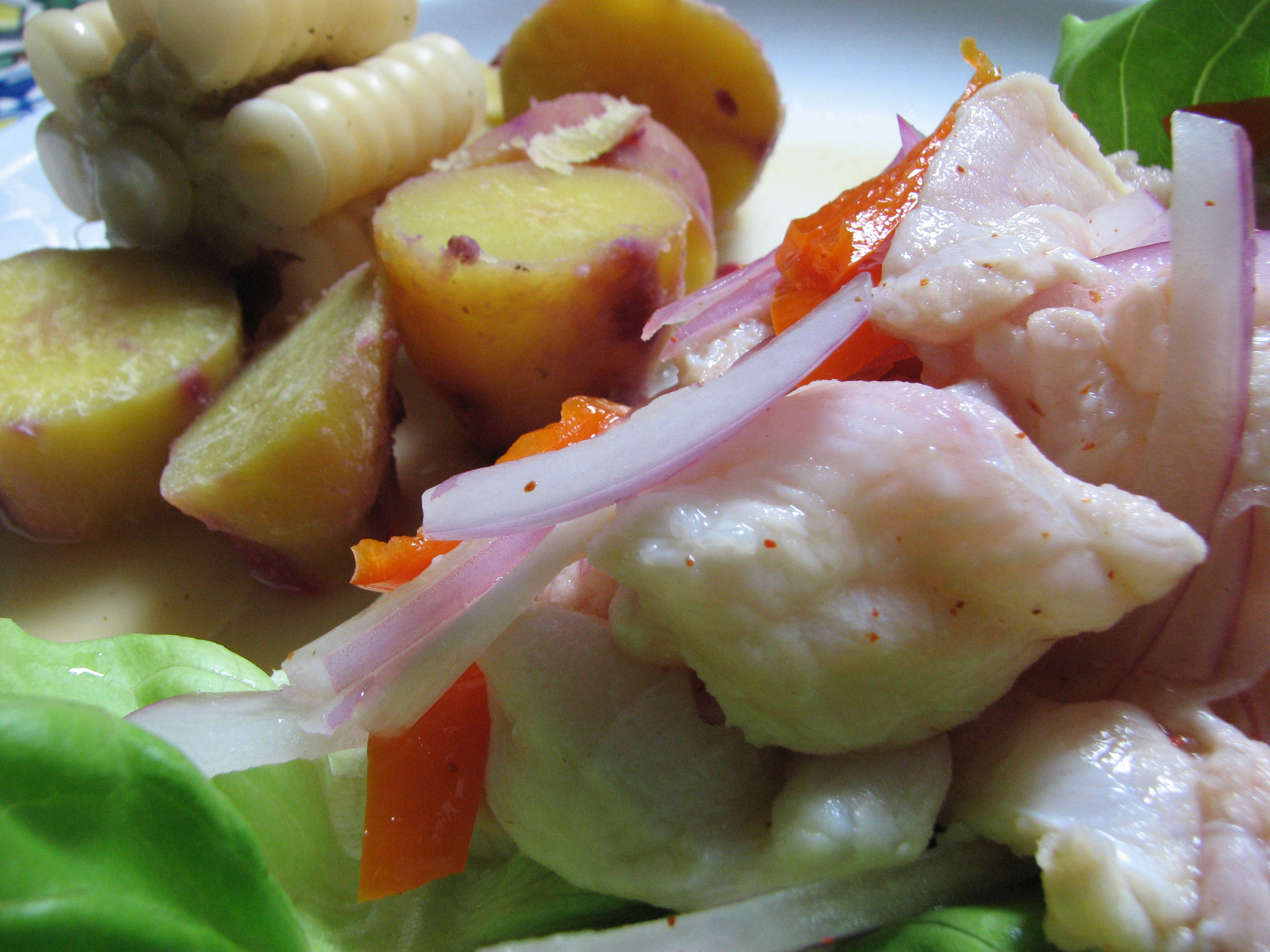
セビチェ（魚介類のマリネ）
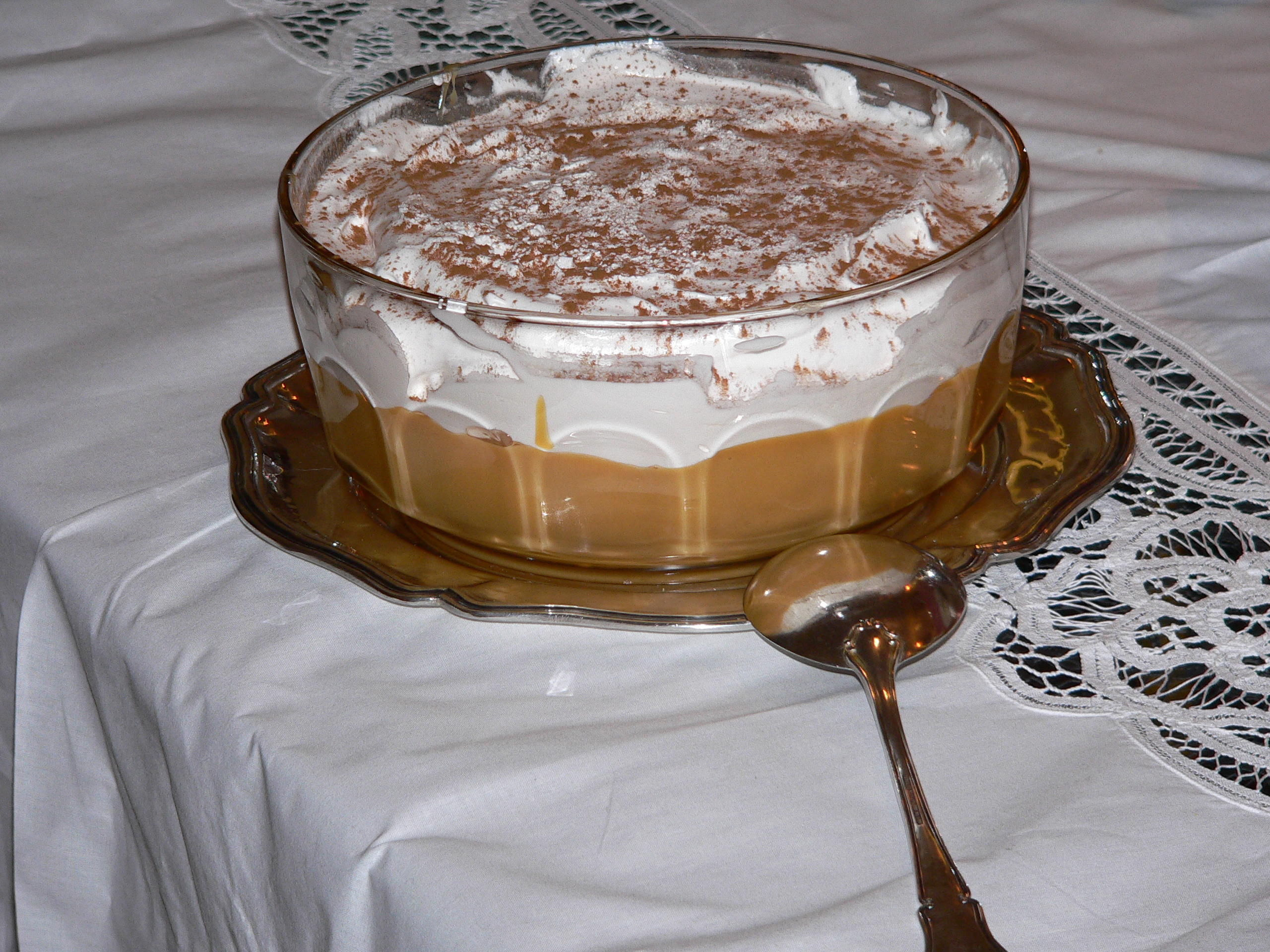
ススピロ・ア・ラ・リメーニャ（リマ娘のため息）
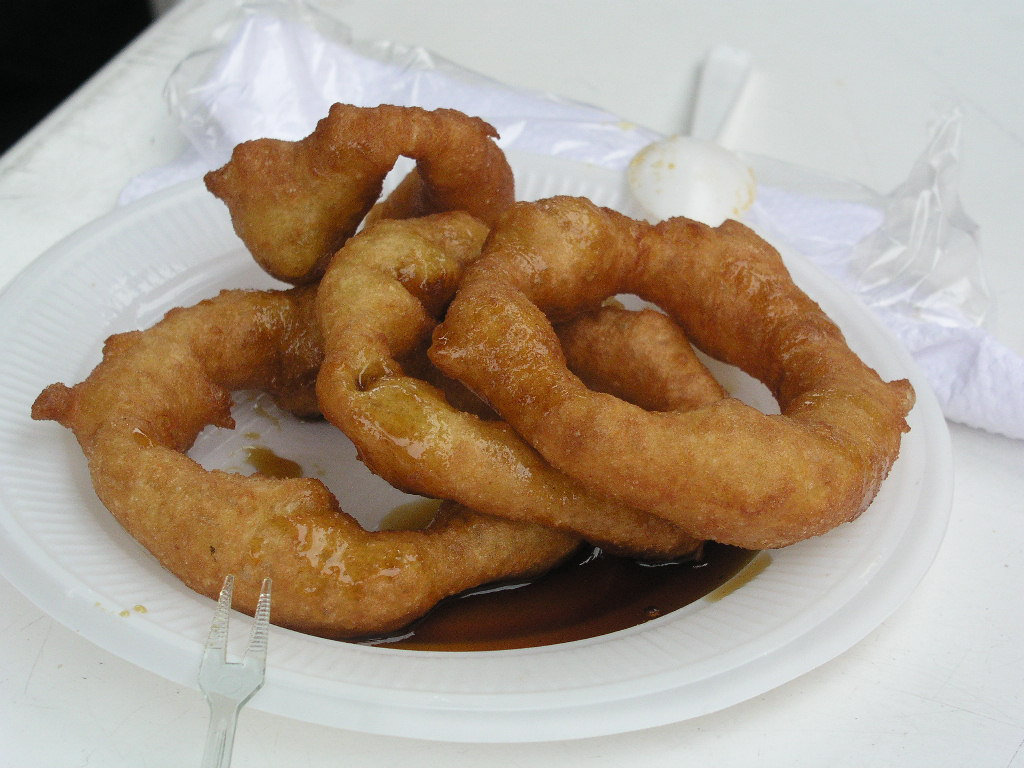
ピカロネス
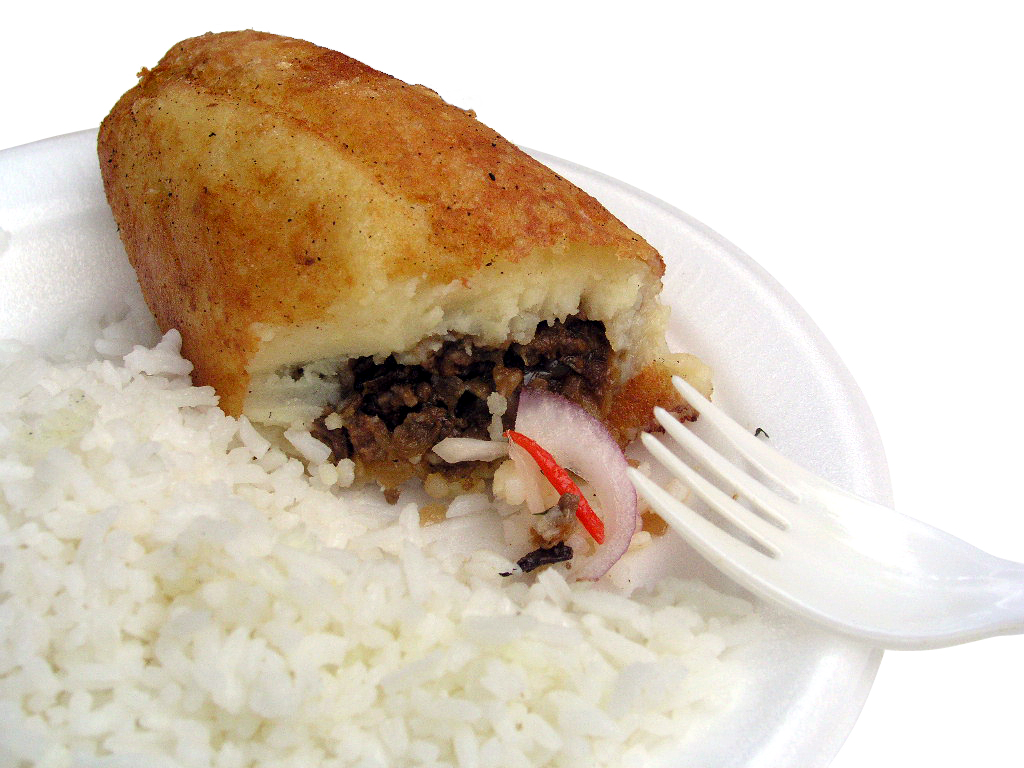
パパ・レジェーナ（ペルーでよく食されるコロッケ）